# Приезда I
Приезда I (сербохорв. Prijezda I / Пријезда I, 1211—1287) — правитель Боснийского баната.
Приезда был родственником бана Матея Нинослава. Изначально был католиком, затем перешёл в учение богомилов, потом вернулся в католицизм. Эти колебания вызвали недоверие к нему со стороны Римско-католической церкви, и для обеспечения его лояльности его сын Приезда II был взят заложником. Бан Матей Нинослав лично просил у Рима отпустить сына Приезды, но безуспешно.
В 1234—1239 годах герцог Коломан в ходе крестового похода на Боснию изгнал Матея Нинослава и передал титул бана Приезде, как ближайшему родственнику Матея Нинослава. Однако в 1241 году в Венгрию вторглись монголы. Коломан был вынужден вернуться с войсками и принять участие в битве на реке Шайо. Матей Нинослав воспользовался моментом и восстановил контроль над Боснией, вынудив Приезду бежать в Венгрию.
После смерти Матея Нинослава в 1250 году началась борьба за его престол, в которую вмешался венгерский король Бела IV, сделавший баном Приезду. Став баном, Приезда принялся искоренять боснийскую церковь. За его усердие, доказавшее верность католицизму, римская церковь вернула ему сына.
В 1254 году король Бела разделил Боснийский банат на части. Район между реками Врбас и Босна стал наследственным владением Приезды, а Усора и Соли были выделены в отдельные владения (передаваемые венгерским королём по своему выбору), позднее войдя в Мачванский банат. В том же году Бела напал на сербское государство Рашка, и Босния получила Захумье, но по мирному договору Захумье пришлось вернуть сербам. В 1255 году король Бела одарил боснийского бана новыми землями в Славонии.
В 1260 году Приезде пришлось выделить контингент боснийских войск для войны на стороне венгерского короля против чехов.
В 1270 году венгерский король Бела IV умер, и началась борьба за вакантный престол. Лишившись королевской поддержки, Приезда начал терять власть. В 1287 году по причине преклонного возраста он оставил трон, и доживал свои дни в своих владениях в Земленике.